# Amaenaideyo!!
Amaenaideyo!! é um mangá de 2004 do mangaká Toshinori Sogabe Toshinori Sogabe e que foi serializado na revista Comic Gum. Mais tarde em 2005 foi adaptado para anime feito pelo Studio Deen contendo 12 episódios, e depois sua sequência, "Amaenaideyo!! Katsu!!", também com doze episódios.

## Enredo
Conta as aventuras do jovem aprendiz de monge Ikkou Satonaka, que vive no templo budista Saienji junto com sua avó e outras jovens monjas. Ikkou é obrigado por seus pais a viver no templo por causa de seu poder especial, capaz de exorcizar espíritos. Porém, esses poderes só são despertados quando Ikkou é excitado sexualmente (geralmente com exposição de alguma parte do corpo, como busto ou mesmo sem roupa), sempre por uma das monjas. O problema é que após exorcizar o espírito ele assume uma personalidade pervertida, só superada após receber uma pancada.
O anime é dividido em duas temporadas, sendo que no primeiro é episódio e o segundo possui um roteiro mais elaborado. Cada temporada possui 12 episódios mais um extra.

## Personagens
- Ikkou Satonaka (16 anos)

personagem principal, pode se transformar num "super-monge" ao ver uma garota nua.
- Chitose Nanbu (15 anos)

Monja que mantém um relação mais próxima de Ikkou. Ela Ama Ikkou, mas esconde esse sentimento, representa o reino das pessoas  e o reino dos humanos (como visto no último episódio da 2º temporada).
- Yuuko Atouda (15 anos)

Monja de personalidade agitada e masculina, representa os reino dos Asura (espíritos rebeldes e relutantes).
- Sumi Iukina (16 anos)

Monja de personalidade tímida, representa as feras.
- Sakura Sugai (16 anos)

Monja que representa os espíritos famintos.
- Haruka Amanogawa (17 anos)

Monja que representa o reino do paraíso.
- Hinata Sugai (14 anos)

Irmã de Sakura e personagem mais nova do grupo, representa o inferno.
- Joutoku Kawahara (Joutoku-baa)

A avó de Ikkou e instrutora do templo.

## Anime
O anime foi produzido pelo estúdio Studio DEEN tendo 26 episódios. Foi exibido inicialmente em 2005 no AT-X?

## Vozes
- Ikkou Satonaka por Chihiro Suzuki
- Chitose Nanbu por Mai Nakahara
- Yuuko Atouda por Chieko Higuchi
- Haruka Amanogawa por Akeno Watanabe
- Sumi Ikuina por Tomoko Kawakami
- Kazuki Kazusano por Asami Sanada
- Hinata Sugai por Ryoko Shintani
- Sakura Sugai por Haruhi Terada
- Jotoku Kawahara por Kazuko Sugiyama